# Zona de Proteção Especial para a Avifauna das Furnas de Santo António
A Zona de Protecção Especial para a Avifauna das Furnas de Santo António é uma ZPE localizada na Ilha do Pico, nos Açores, Portugal.
Engloba uma área junto à costa da ilha, composta por uma falésia e ilhéus de rocha basáltica. É uma zona de nidificação de aves marinhas como o cagarro (Calonectris diomedea borealis), o garajau-comum (Sterna hirundo) e o garajau–rosado (Sterna dougallii).
Também ali se pode encontrar o morcego endémico dos Açores (Nyctalus azoreum).